# 1854 au théâtre
| Années du théâtre : 1851 - 1852 - 1853 - 1854 - 1855 - 1856 - 1857    |
| Décennies du théâtre : 1820 - 1830 - 1840 - 1850 - 1860 - 1870 - 1880 |

## Pièces de théâtre représentées
- 20 janvier :  La jeunesse de Louis XIV, drame en 5 actes d'Alexandre Dumas Père, créé au théâtre du Vaudeville
- 23 février : Le Bal du Sauvage, folie-vaudeville des Frères Cogniard et Monsieur Bourdois, au théâtre des Folies-Dramatiques

- 14 mars : Gusman ne connaît pas d'Obstacles, vaudeville des Frères Cogniard et Monsieur Choler, au théâtre des Folies-Dramatiques
- 8 mai : La Foire de Lorient, vaudeville des Frères Cogniard et Monsieur Bourdois, au théâtre du Vaudeville

- 28 octobre : La Bataille de l'Alma, pièce militaire des Frères Cogniard et Monsieur Bourdois, au théâtre Impérial du Cirque

- 2 décembre : Grégoire, vaudeville des Frères Cogniard et Bernard Lopez, au théâtre du Vaudeville
- 23 décembre : Les Conquêtes d'Afrique 1830-1854, pièce militaire des Frères Cogniard, au théâtre Impérial du Cirque

## Naissances
- 28 octobre : Julia Bartet

## Décès
- 30 juin : Jules Seveste, dramaturge et directeur de théâtre français, né le 19 mars 1803.
- 27 novembre : Jacques Arago, écrivain, explorateur et vaudevilliste français, né le 6 mars 1790.